# 下杰维茨克区
下杰维茨克区（俄语：Нижнедевицкий район）是俄罗斯联邦沃罗涅日州下辖的一个区，其行政中心为下杰维茨克。据2016年统计，该区的人口为18687人。